# Double Asteroid Redirection Test
Double Asteroid Redirection Test (DART) – bezzałogowa misja sondy kosmicznej, której celem był test technologii zapobiegających kolizji obiektów NEO z Ziemią. Zadaniem sondy DART była planowana kolizja impaktora z Dimorphosem – księżycem planetoidy Didymos, w celu sprawdzenia, czy celowe rozbicie sondy kosmicznej o asteroidę jest efektywnym sposobem na zmianę jej kursu. Sonda DART została wyniesiona na orbitę 24 listopada 2021 z Vandenberg Space Force Base w Kalifornii za pomocą rakiety nośnej Falcon 9 i zderzyła się z asteroidą docelową 27 września 2022 o 01:14 CEST.
Misja prowadzona była przez należącą do NASA organizację Planetary Defense Coordination Office i została powierzona ośrodkowi Applied Physics Laboratory (APL) w Uniwersytecie Johnsa Hopkinsa. Jest elementem podwójnej misji kosmicznej AIDA, w której bierze jeszcze udział Europejska Agencja Kosmiczna (ESA). Jest to pierwsza misja, która wykorzystała technologie, mające zapobiegać zderzeniom z niebezpiecznymi asteroidami oraz pierwsza, która wykorzystała impaktor kinetyczny w celu zmiany kursu asteroidy. Warto jednak nadmienić, że Dimorphos nie stanowi żadnego zagrożenia dla Ziemi.

## Historia misji
Pierwotnie, Europejska Agencja Kosmiczna oraz NASA posiadały niezależne plany na misje, mające przetestować możliwe sposoby zapobiegania kolizji niebezpiecznych asteroid z Ziemią. W 2015 agencje te nawiązały ze sobą współpracę w ramach programu o nazwie AIDA (Asteroid Impact and Deflection Assessment). Obejmuje on wystrzelenie dwóch oddzielnych sond, których zadaniem jest przeprowadzenie badań na tym samym obiekcie. Początkowo ESA planowała misję AIM (Asteroid Impact Mission), która miała wystartować w październiku 2020. Celem misji AIM było wykonanie wysokiej rozdzielczości wizualnych, termicznych i radarowych map Dimorphosa, wysłanie co najmniej dwóch CubeSatów oraz dokładną obserwację momentu kolizji sondy DART z asteroidą.
W grudniu 2016 ESA anulowało misję AIM po tym, jak Niemcy postanowiły przesunąć część środków z AIM na projekt ExoMars. Zamiast tego, 7 października 2024 wystrzelono sondę kosmiczną w ramach misji Hera, która dotrze do Dimorphosa pod koniec 2026. Mimo znacznie opóźnionego startu, efekty kolizji, z wyjątkiem dynamiki samej kolizji, nadal będzie można zmierzyć nawet kilka lat po zderzeniu.
23 czerwca 2017 NASA potwierdziła przejście z rozwoju koncepcji projektu do wczesnych faz projektowania, a w sierpniu 2018 misja przeszła w końcowy etap projektowania i montażu.
11 kwietnia 2019 NASA wydała oświadczenie o wybraniu zaprojektowanej przez firmę SpaceX rakiety Falcon 9 do wyniesienia sondy DART.

## Cel i opis misji

### Asteroida docelowa
Celem sondy był Dimorphos, który jest mniejszym elementem planetoidy podwójnej (65803) Didymos. Składnik główny tego układu (Didymos A) ma około 780 metrów średnicy i 528 miliardów kilogramów masy, natomiast składnik wtórny – Dimorphos (Didymos B) – około 163 metry średnicy i 4,8 miliarda kilogramów masy.
Na rzecz misji wybrano układ binarny Didymos między innymi dlatego, że jest to zmienna zaćmieniowa, co znaczy, że jeden element układu co pewien okres przechodzi przez tarczę drugiego albo powoduje on zaćmienie słoneczne na tarczy drugiego obiektu, co jest wykrywalne w postaci wyraźnych zmian w krzywych jasności układu, ponadto, inne kandydujące do misji planetoidy podwójne posiadały zbyt duże składniki wtórne, aby zmiana ich orbity w wyniku kolizji została wykryta, były słabo scharakteryzowane pod względem właściwości fizycznych lub orbitalnych bądź w ogóle nie były zmiennymi zaćmieniowymi.
Oryginalne szacunki przewidywały, że kolizja impaktora, który w trakcie zderzenia posiadał masę 560 kg i prędkość 6,58 km/s, zmieni okres orbitalny Dimorphosa o co najmniej 0,5% – 1% (około 10 minut). Ostatecznie misja spowodowała skrócenie okresu orbitalnego o 32 minuty. Sukces misji DART był wynikiem transferu pędu związanego z odrzutem odłamków asteroidy, który był znacznie większy niż ten spowodowany samym uderzeniem. Przesunięcie orbity Dimorphosa przez DART był pierwszym przypadkiem, w którym ludzkość w wykrywalny dla nas sposób zmieniła dynamikę Układu Słonecznego.

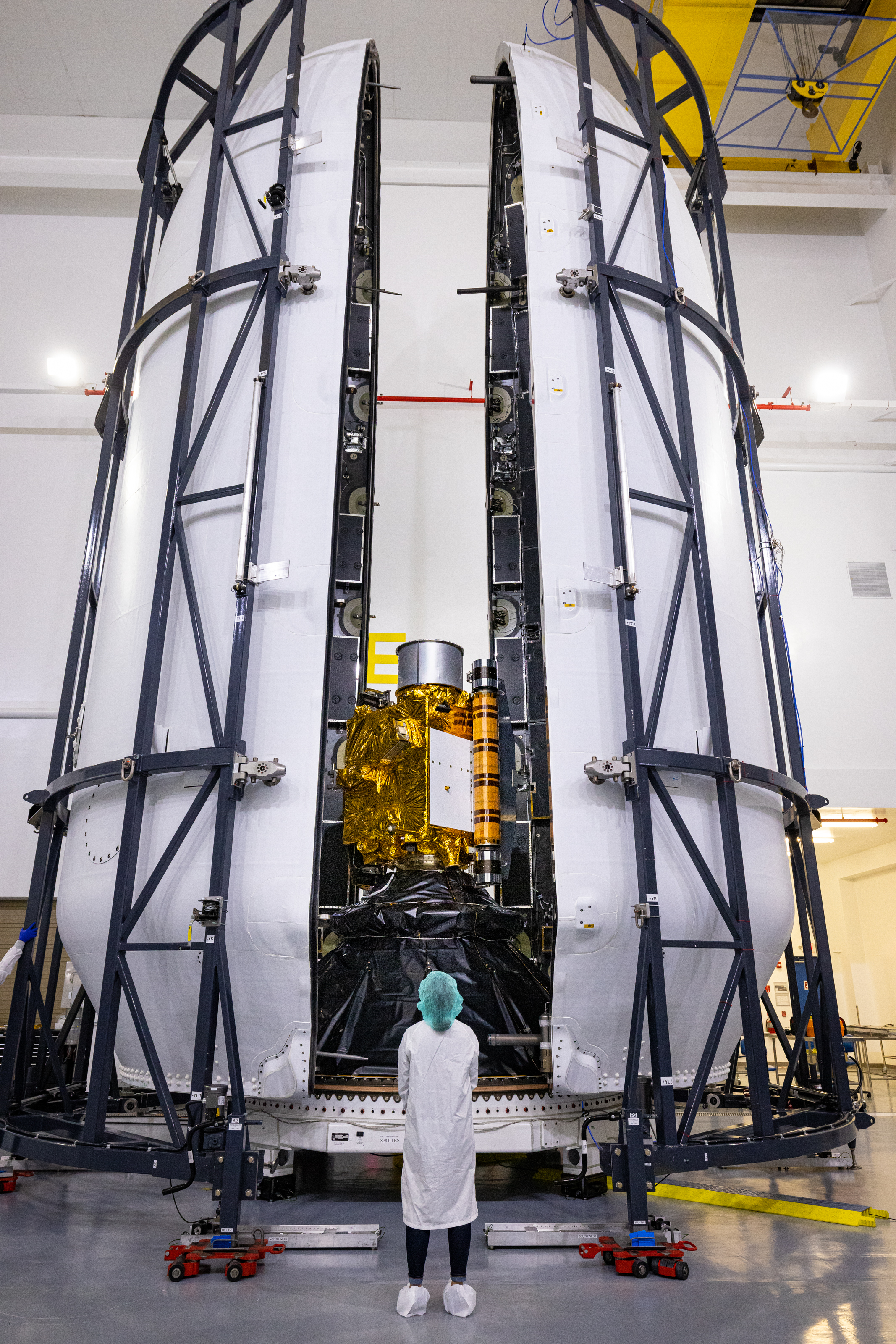
16 listopada rozpoczęto mocowanie osłon dla ładunku rakiety nośniej mającej wynieść sondę DART na orbitę

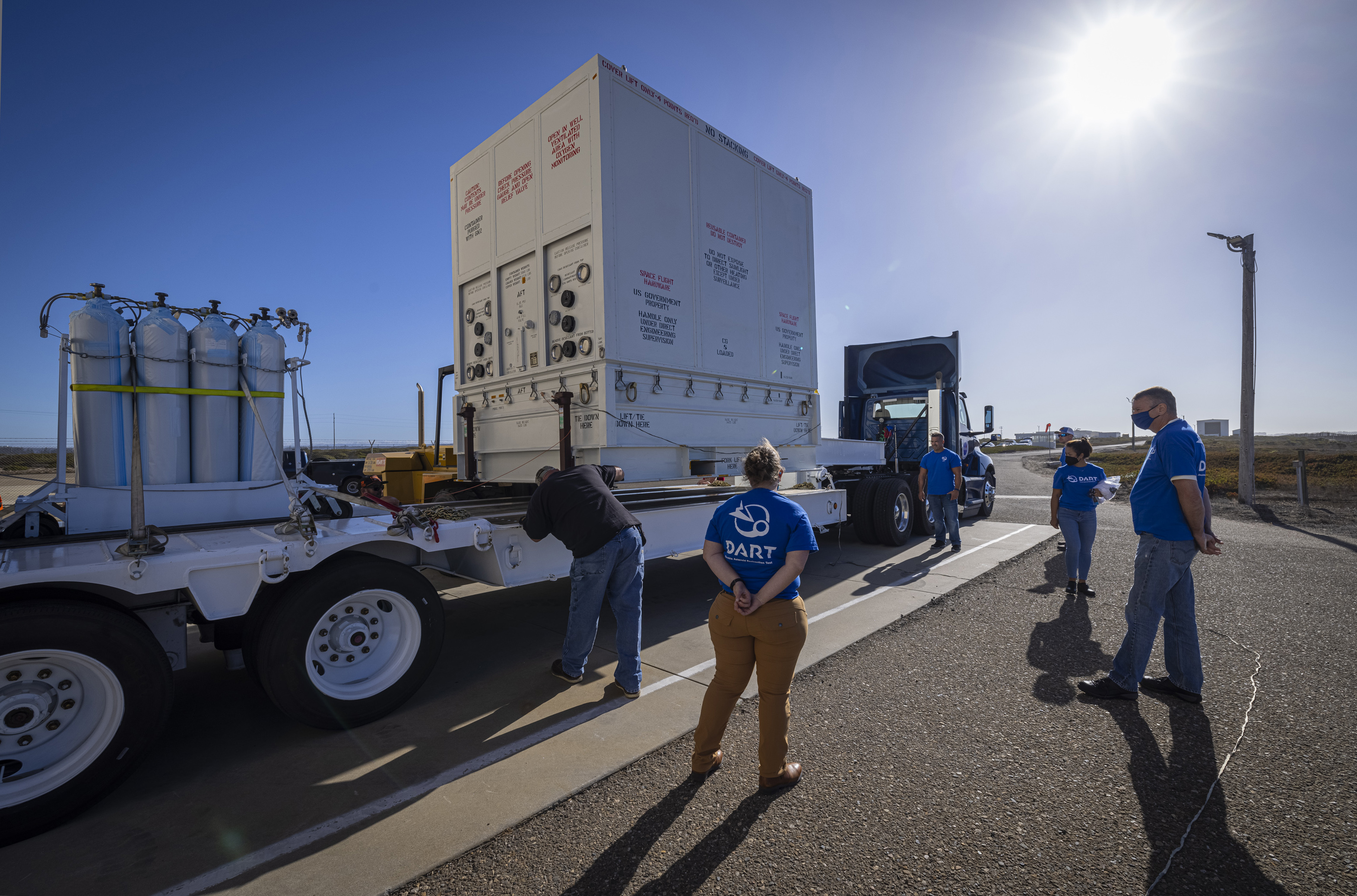
Dostarczenie sondy DART do VSFB

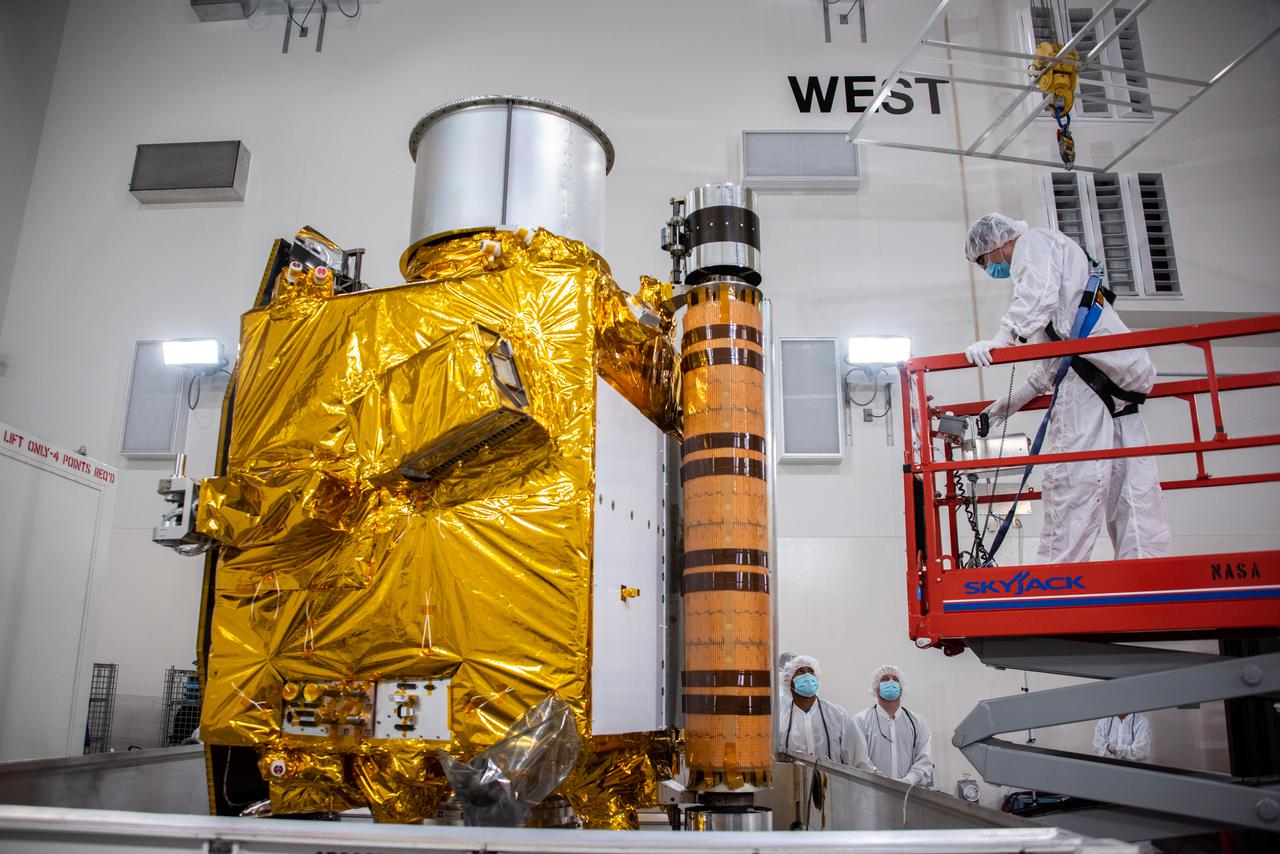
Sonda DART w przygotowaniu do wyniesienia

### Przygotowania do startu
Sonda wyruszyła z ośrodka Applied Physics Laboratory (APL) w Uniwersytecie Johnsa Hopkinsa i stamtąd 2 października 2021 dotarła do bazy sił kosmicznych Vandenberg Space Force Base (VSFB) w Kalifornii. Przygotowania do startu misji DART rozpoczęły się 20 października 2021, kiedy to rozpoczęto tankowanie sondy. Następnie zespół pracujący nad misją DART, rozpoczął testowanie mechanizmów i elektroniki, owijanie ostatnich części sondy w izolację MLI, oraz przeprowadził ćwiczenia nad sekwencją startu zarówno w miejscu startu, jak i w ośrodku APL.
28 października 2021 otrzymano zielone światło na zatankowanie do sondy 50 kilogramów hydrazyny do manewrowania i kontroli orientacji. Sonda była wyposażona w ksenon do operowania silnika jonowego jeszcze zanim wyruszyła z APL.
16 i 17 listopada 2021 odbywał się montaż obu połówek osłony ładunku rakiety nośnej Falcon 9 chroniącej sondę przed tarciem atmosferycznym w trakcie startu misji, a 17 listopada zakończono przegląd gotowości do lotu (FRR, Flight Readiness Review), którego celem jest poinformowanie zespołu o statusie misji i poświadczenie gotowości do rozpoczęcia działań przygotowawczych do startu.

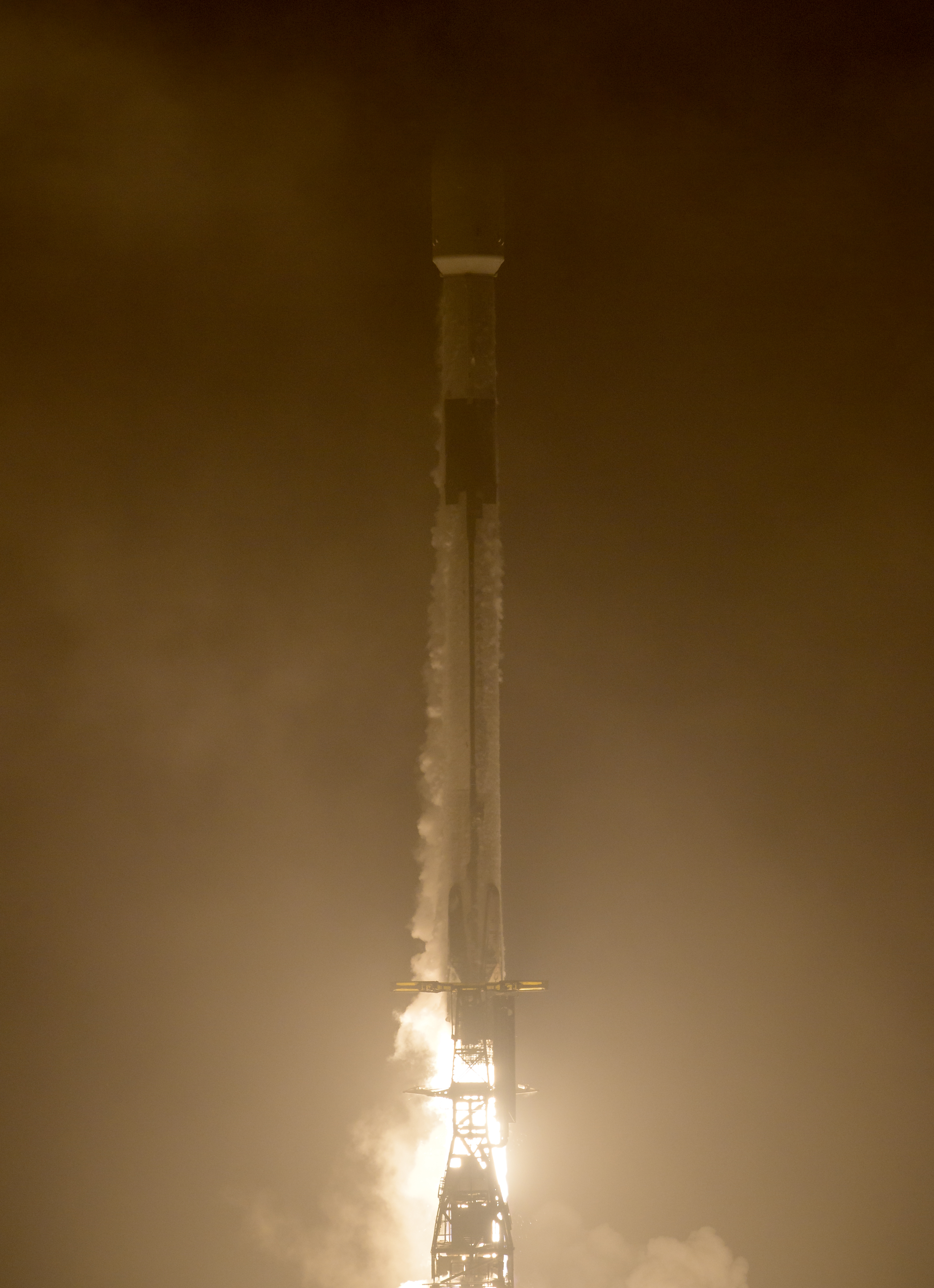
Start rakiety Falcon 9 z sondą DART na pokładzie

### Start misji
Rakieta nośna sondy DART wystartowała 24 listopada 2021 o godzinie 6:21:02 czasu UTC.
Wczesne plany dotyczące misji sugerowały umieszczenie sondy DART na wysokiej orbicie o dużej ekscentryczności wybranej w celu uniknięciu wpływu Księżyca. W takim scenariuszu DART wykorzystałby swój wysokiej wydajności elektrostatyczny silnik jonowy NEXT do powolnej ucieczki z wysokiej orbity okołoziemskiej na orbitę słoneczną o niewielkiej inklinacji, z której manewrowałby na trajektorię kolizyjną z Dimorphosem. Ponieważ DART wystartowała jako misja dedykowana dla rakiety Falcon 9, sonda wraz z drugim stopniem rakiety nośnej została umieszczona na trajektorii ucieczki z orbity okołoziemskiej. Na tej orbicie ponownie zapalił się drugi stopień rakiety, wynosząc sondę DART na orbitę heliocentryczną. Tak więc, chociaż DART posiada pierwszy w swoim rodzaju silnik jonowy i mnóstwo ksenonu potrzebnego do jego zasilania, rakieta nośna Falcon 9 wykonała niemal całą pracę, zostawiając sondzie wykonanie tylko kilku niewielkich korekcji trajektorii. Korekcje te zostaną wykonane przez sondę głównie przy użyciu prostych silników chemicznych, kiedy ta znajdzie się już w pobliżu układu podwójnego Didymos.

### Przebieg misji

Animacja trajektorii sondy DART
DART
(65803) Didymos
Ziemia
Słońce
2001 CB21
(3361) Orpheus

Dwa tygodnie po wystrzeleniu, kamera DRACO uzyskała swoje pierwsze światło 7 grudnia 2021, będąc w odległości około 3 milionów kilometrów od Ziemi. Pierwsze światło kamery uchwyciło obraz kilkunastu gwiazd w pobliżu miejsca, w którym przecinają się gwiazdozbiory Perseusza, Barana i Byka. Obraz ten został następnie wykorzystany do dokładnego określenia orientacji DRACO, zapewniając pierwsze pomiary, w jaki sposób kamera jest skierowana w stosunku do statku kosmicznego. Korzystając z tych pomiarów, 10 grudnia 2021 skierowano kamerę na gromadę otwartą Messier 38. Zdjęcie takiego obiektu jak M38, który zawiera dużo gwiazd blisko siebie, pomogło naukowcom scharakteryzować niedoskonałości optyczne na obrazach, a także dokonać kalibracji fotometrii.
W marcu 2022 sonda DART dokonała przelotu w okolicy asteroidy (138971) 2001 CB21 o średnicy 578 metrów. Asteroida (3361) Orpheus była również proponowana do przelotu przez sondę na swojej drodze do układu Didymos, jednak ostatecznie anulowano przelot.
W celu dalszego przygotowania algorytmów nawigacyjnych (SMARTNav) do poprawnego działania w momencie, kiedy DART zbliży się do asteroidy docelowej, 27 maja 2022 skierowano kamerę DRACO na jasną gwiazdę – Wegę. Celowo wybrano jasną gwiazdę do kalibracji, gdyż pozwoliło to na uchwycenie poświaty przypominającej halo wokół krawędzi gwiazdy. Poświata ta była efektem rozproszenia światła jasnej gwiazdy przez wewnętrzne instrumenty kamery DRACO i pozwoliła na znalezienie miejsc, na które światło to padało, a padać nie powinno.
1 lipca i 2 sierpnia 2022 kamera DRACO została skierowana na Jowisza w celu przetestowania algorytmów nawigacyjnych. Namierzono księżyc Jowisza – Europę, który wyłaniał się zza Jowisza, odwzorowując to, jak Dimorphos wyłaniałby się zza Didymosa w godzinach poprzedzających kolizję. Pozwoliło to na upewnienie się, że algorytm będzie funkcjonował poprawnie w momencie, kiedy będzie musiał samodzielnie wycelować w asteroidę.
11 września 2022 odseparowano od sondy CubeSata LICIACube. Dodatkowa satelita zarejestrowała kolizję sondy DART, przelatując koło Dimorphosa około trzech minut po zderzeniu.

### Koniec misji
27 września 2022 roku sonda DART uderzyła z prędkością ok. 6,6 km/s (prawie 24 tys. km/h) w Dimorphosa o godzinie 01:14 CEST. Szacuje się, że kolizja impaktora o masie ok. 560 kg wytworzyła ilość energii rzędu trzech ton trotylu. Spadek w prędkości orbitalnej Dimorphosa może wynosić od 1,75 cm/s do 2,54 cm/s w zależności od porowatości, czyli ilości pustej przestrzeni w materiale, z którego składa się powierzchnia asteroidy. Ostatnie obrazy przesłane przez sondę DART posiadają rozdzielczość 3 cm/piksel. Podążająca za sondą DART sonda LICIACube dokonała zdjęć powierzchni Dimorphosa w rozdzielczości do 2 metrów na piksel. Po zderzeniu obserwatoria naziemne dokonają pomiarów zmian orbitalnych Dimorphosa.
W przypadku hipotetycznego ciała zagrażającego Ziemi nawet tak niewielka zmiana, jeśli zostanie zastosowana odpowiednio wcześnie, może wystarczyć, aby zapobiec uderzeniu. Małe zmiany w prędkości asteroidy będą akumulować się znacząco wraz z upływem czasu i mogą przesunąć orbitę potencjalnej zagrażającej asteroidy od orbity Ziemskiej o tysiące kilometrów.

## Konstrukcja sondy

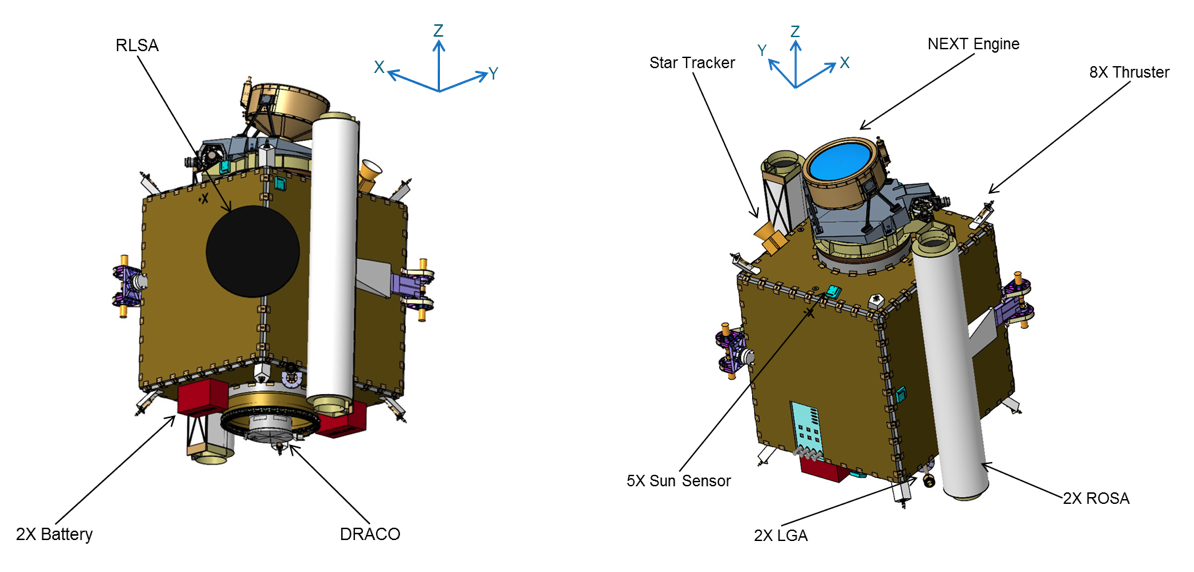
Schemat sondy DART

### Sonda DART
Sonda DART jest impaktorem kinetycznym, którego główna struktura jest w kształcie pudła o wymiarach 1,2 m × 1,3 m × 1,3 m, a wraz z odstającymi instrumentami i strukturami, łączne wymiary sondy wynoszą 1,8 m × 1,9 m × 2,6 m. Sonda wyposażona jest w 12 silników korekcyjnych, szukacz gwiazd, pięć czujników Słońca, dwa rozwijane panele słoneczne o długości 8,5 metra każdy, kamerę DRACO (Didymos Reconnaissance and Asteroid Camera for OpNav) dająca wysokiej rozdzielczości obrazy przed i w trakcie kolizji, nowy rodzaj anteny wysokiego zysku typu RLSA (Spiral Radial Line Slot Array) oraz CubeSata o nazwie LICIACube (Light Italian CubeSat for Imaging of Asteroids), która odseparuje się od sondy DART, zanim ta zderzy się z asteroidą.
Masa sondy w trakcie startu wynosiła 610 kg, w tym 50 kg hydrazyny do manewrowania i kontroli orientacji oraz 60 kg ksenonu do operowania elektrostatycznego silnika jonowego. W trakcie kolizji masa sondy będzie wynosić około 550 kg.

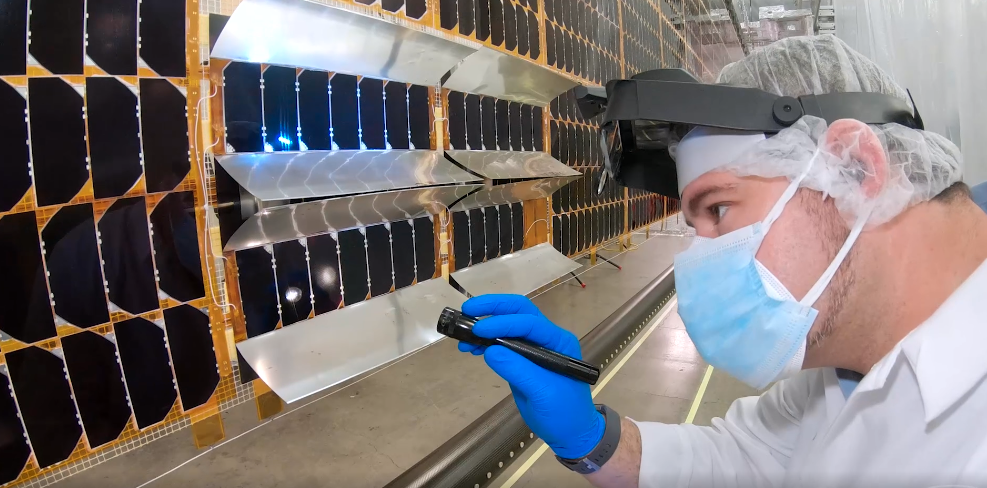
Część ogniwa słonecznego ROSA wyposażona w technologię Transformational Solar Array o znacznie wyższej wydajności

### Ogniwa słoneczne ROSA
Sonda DART posiada dwa panele słoneczne, każde o wymiarach 8,5 m × 2,4 m. Jest to specjalny rodzaj paneli słonecznych nazywanych ROSA (Roll Out Solar Array). Ten rodzaj paneli charakteryzuje się elastycznością, niewielką masą i oszczędnością miejsca, gdyż można je zwinąć do niewielkich rozmiarów. Ich funkcjonalność została przetestowana na Międzynarodowej Stacji Kosmicznej w czerwcu 2017, kiedy to rakieta SpaceX CRS-11 przetransportowała na orbitę ten nowy rodzaj paneli słonecznych jako element ekspedycji 52. Oba panele rozwijają się z przeciwległych stron sondy i posiadają łączną powierzchnię 22 metrów kwadratowych. Zaprojektowane zostały do dostarczania energii elektrycznej o mocy 6,6 kW. Niewielka część obu paneli słonecznych sondy została wyposażona w nową technologię nazwaną Transformational Solar Array. Są to ogniwa o bardzo wysokiej wydajności, które generują trzy razy więcej energii niż dotychczasowe panele ROSA.

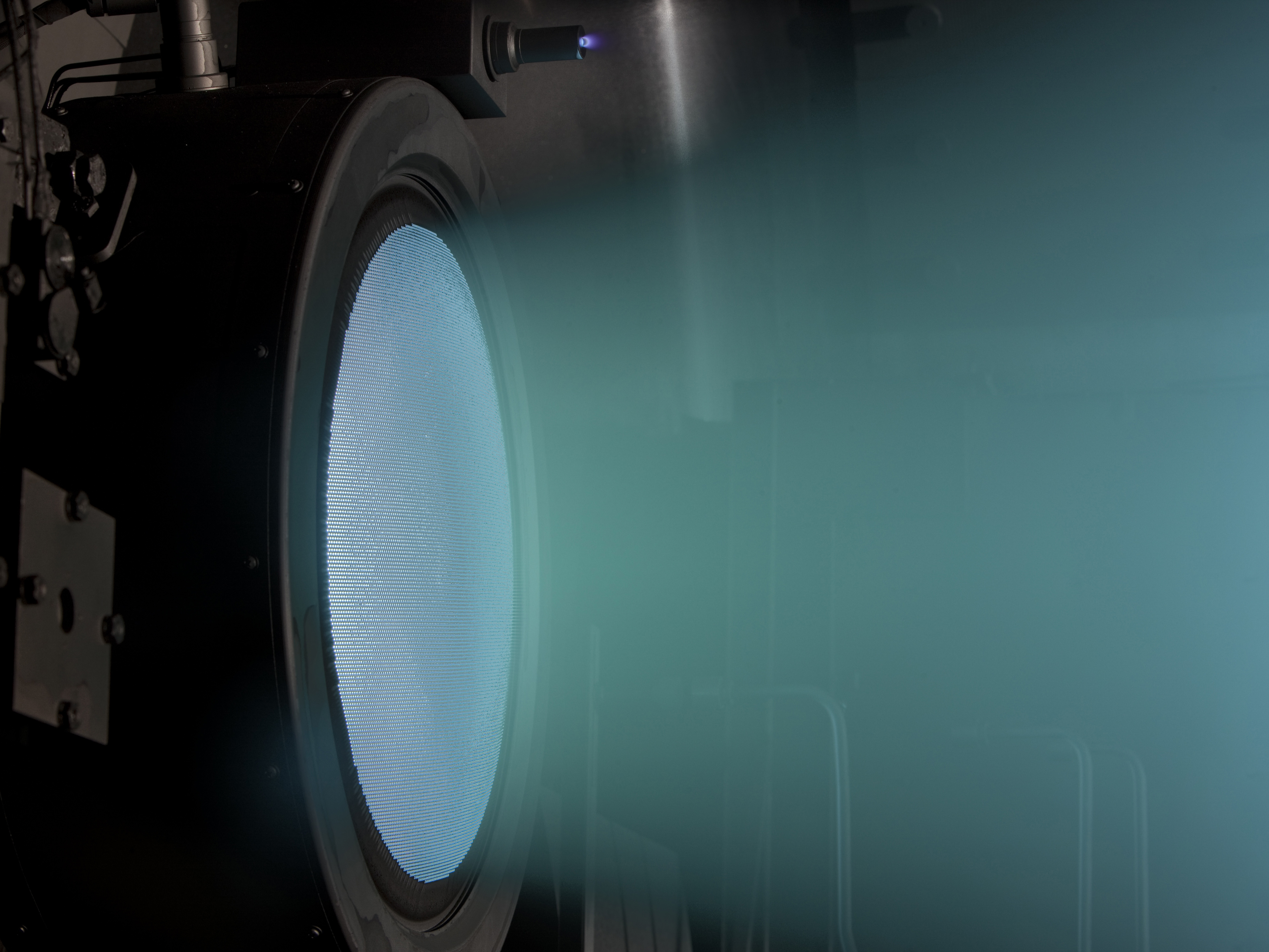
Silnik jonowy NEXT w trakcie testu w komorze próżniowej

### Silnik jonowy NEXT
Sonda DART używa elektrostatycznego silnika jonowego NEXT (NASA Evolutionary Xenon Thruster), który jest rodzajem napędu słoneczno-elektrycznego. Silnik ten używa ksenonu, który jest przyspieszany przy użyciu pól elektrostatycznych i wystrzeliwany z wysokimi prędkościami. Ten rodzaj silnika jest trzykrotnie wydajniejszy od jego poprzednika – NSTAR używanego w sondach takich jak Dawn i Deep Space 1.

### Kamera DRACO
DART posiada wyłącznie jeden instrument – kamerę DRACO (Didymos Reconnaissance and Asteroid Camera for Optical navigation), która przekazuje dane do algorytmu SMARTNav (Small-body Maneuvering Autonomous Real-Time Navigation) używanego do prowadzenia, nawigacji i operacji kontrolnych w celu namierzenia asteroidy będąc 11 milionów kilometrów od Ziemi. Algorytm ten bazuje na algorytmach naprowadzania pocisków i będzie wspomagany przez szukacz gwiazd i pięć czujników Słońca. Orientację zapewni 12 silników korekcyjnych zasilanych hydrazyną. DRACO to teleskop wąskokątny, który poza nawigacją dokona pomiarów rozmiaru i kształtu asteroidy, aby dokładnie wyznaczyć miejsce kolizji. Urządzenie posiada aperturę o wielkości 20,8 centymetra i kąt widzenia wynoszący 0,29°. Zostanie ono uruchomione wraz z systemem SMARTNav cztery godziny przed kolizją.

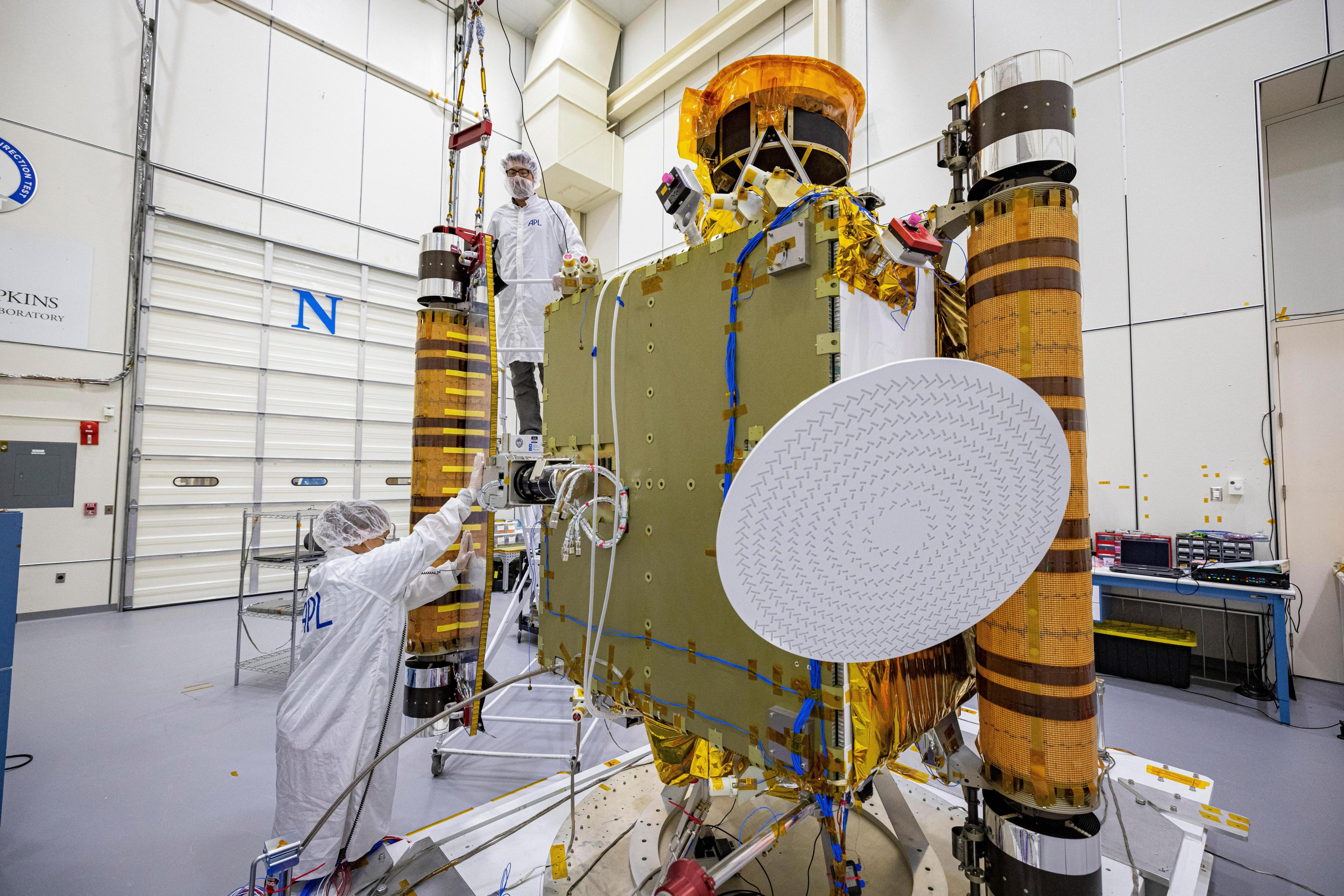
DART z widoczną anteną typu Spiral RSLA

### Antena typu RLSA
Komunikacja z sondą jest zapewniona poprzez specjalną antenę, która została zaprojektowana na rzecz misji DART. Jest to antena wysokiego zysku typu RLSA (Spiral Radial Line Slot Array) operująca w paśmie X. Jest ona używana w należącej do NASA sieci Deep Space Network na częstotliwościach 7,2 i 8,4 GHz. Dodatkowo sonda posiada dwie anteny o niskim zysku. Antena Spiral RLSA została przetestowana w różnych środowiskach i spełnia wymagania misji. Technologia ta osiągnęła 6 poziom gotowości technologicznej (TRL, Technology Readiness Level).

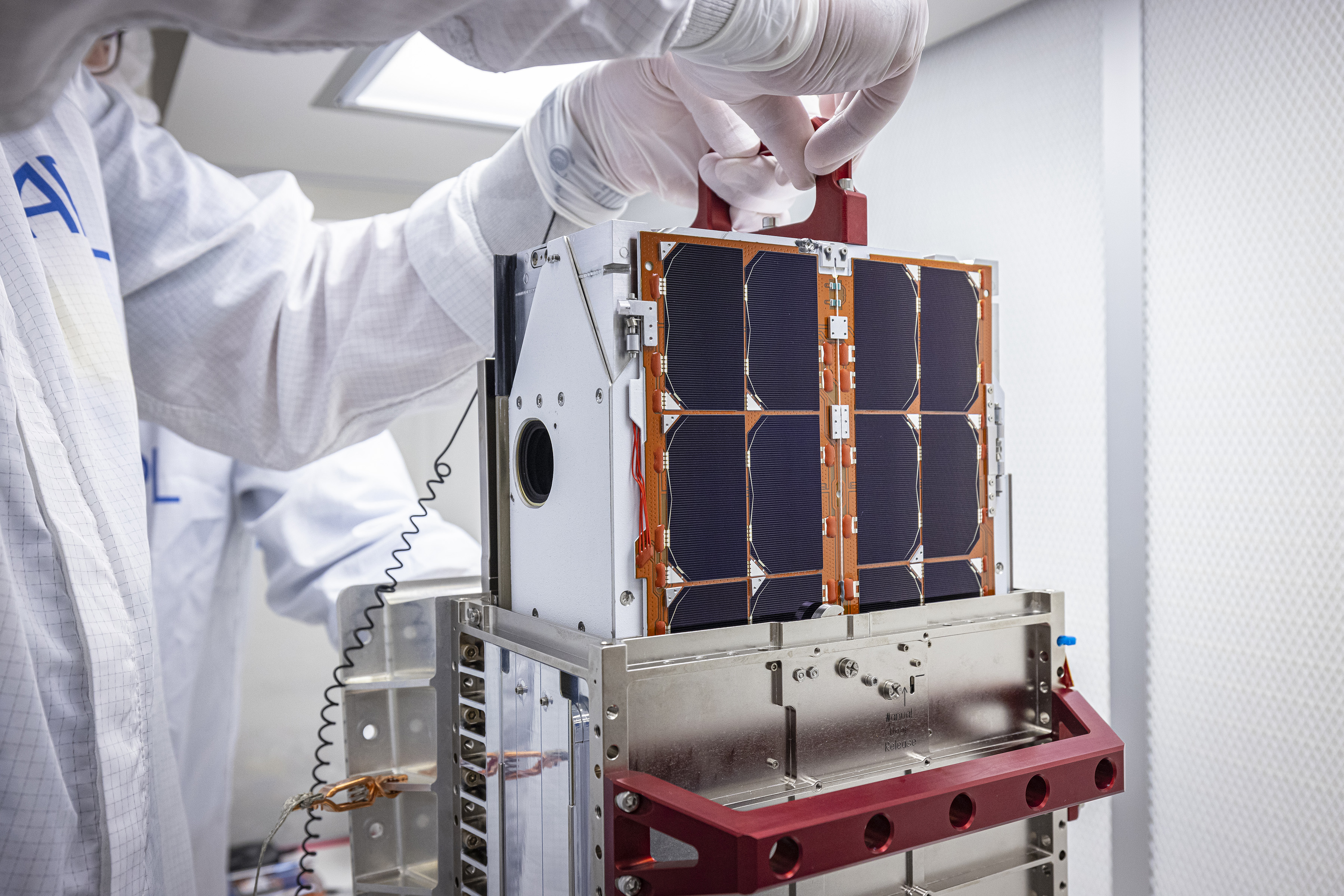
CubeSat LICIACube – dodatkowa sonda, która odseparuje się od głównej sondy DART, zanim ta zderzy się z asteroidą

### CubeSat LICIACube
Włoska Agencja Kosmiczna zbudowała na rzecz misji dodatkową, niewielkich rozmiarów sondę LICIACube (Light Italian CubeSat for Imaging of Asteroids). Jest to sonda typu CubeSat o rozmiarze 6U i masie 14 kilogramów, która jest przymocowana do sondy DART. LICIACube odseparowała się od sondy DART 15 dni przed zderzeniem i przeleciała koło Dimorphosa około trzech minut po kolizji sondy DART, co pozwoli na uchwycenie wyrzuconej materii i krateru pozostawionego po zderzeniu. Sonda ta jest stabilizowana trójosiowo i jej zadaniem jest dostarczenie danych z kolizji sondy DART z asteroidą.
LICIACube posiada dwa instrumenty: LEIA (LICIACube Explorer Imaging for Asteroid) – wąskokątna kamera zaprojektowana do przechwytywania obrazów z dużej odległości oraz LUKE (LICIACube Unit Key Explorer) – szerokokątna kamera RGB.